# Анкетен, Луи
Луи Анкетен (фр. Louis Anquetin, 26 января 1861, Этрепаньи — 19 августа 1932, Париж) — французский художник и теоретик искусства, один из основателей синтетизма в живописи.

## Биография

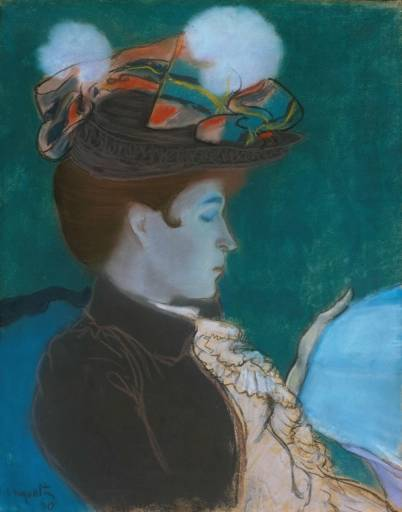
Л. Анкетен Читающая женщина. 1891

Луи Анкетен родился во французском городе Этрепаньи в состоятельной семье. С раннего детства мальчик увлекся живописью и его родители, отец Джордж Анкетен и мать Роуз-Фелисите Шове, всячески поощряли это увлечение.
В 1872 г. Луи был зачислен в Руанский лицей Пьера Корнеля, после окончания которого поступил на военную службу в 6-й драгунский полк, расквартированный в городе Шартр.
В 1882 г., завершив службу в армии, Луи решил стать художником и, отправившись в Париж, начал изучать живопись в художественной студии Леона Бонна. Здесь он познакомился с Анри Тулуз-Лотреком, с которым впоследствии был дружен многие годы. В 1883 г. Леона Бонна назначили профессором Академии художеств и он закрыл свою студию. Анкетен и Тулуз-Лотрек перешли в мастерскую Фернана Кормона, где познакомились и подружились с Эмилем Бернаром и Винсентом Ван Гогом. Луи Анкетен оказался очень способным студентом и Кормон считал его своим преемником.
В 1885 г. после встречи с Клодом Моне Анкетен открыл для себя «импрессионизм». Вслед за Анкетеном идеи импрессионизма восприняла вся так называемая «группа Кормона», сложившаяся из Тулуз-Лотрека, Эжена Боша, Поля Тамье и Винсента ван Гога . Однако, в стремлении найти свой собственный стиль, Анкетен не оставлял попыток выйти за «рамки импрессионизма».
В 1886 г. в Grand Café Bouillon состоялось знакомство Луи Анкетена с Жоржем Сёра и его особой манерой письма, именуемой дивизионизмом или пуантилизмом.
Новая манера увлекла художника, но в 1887 г. совместно с Эмилем Бернаром они разрабатывают новый стиль живописи, который критик Эдуард Дюжарден назвал клуазонизмом и который стал основой живописного «синтетического» символизма. Дополнительным импульсом для формирования нового направления в живописи стало восхищение, которое Анкетен и Эмиль Бернар испытали на выставке японской графики, организованной Винсентом ван Гогом в парижском кафе Тамбурин.
Новый стиль принес Анкетену и славу и признание. В 1889 г. Анкетен принял участие в крупной экспозиции работ известных художников (Поля Гогена, Эмиля Бернара, Луи Роя, Шарля Лаваля), организованной на Парижской всемирной выставке. Кроме того, в том же году его картины, экспонировавшиеся на Брюссельской выставке «Les XX», получили восторженные отзывы.

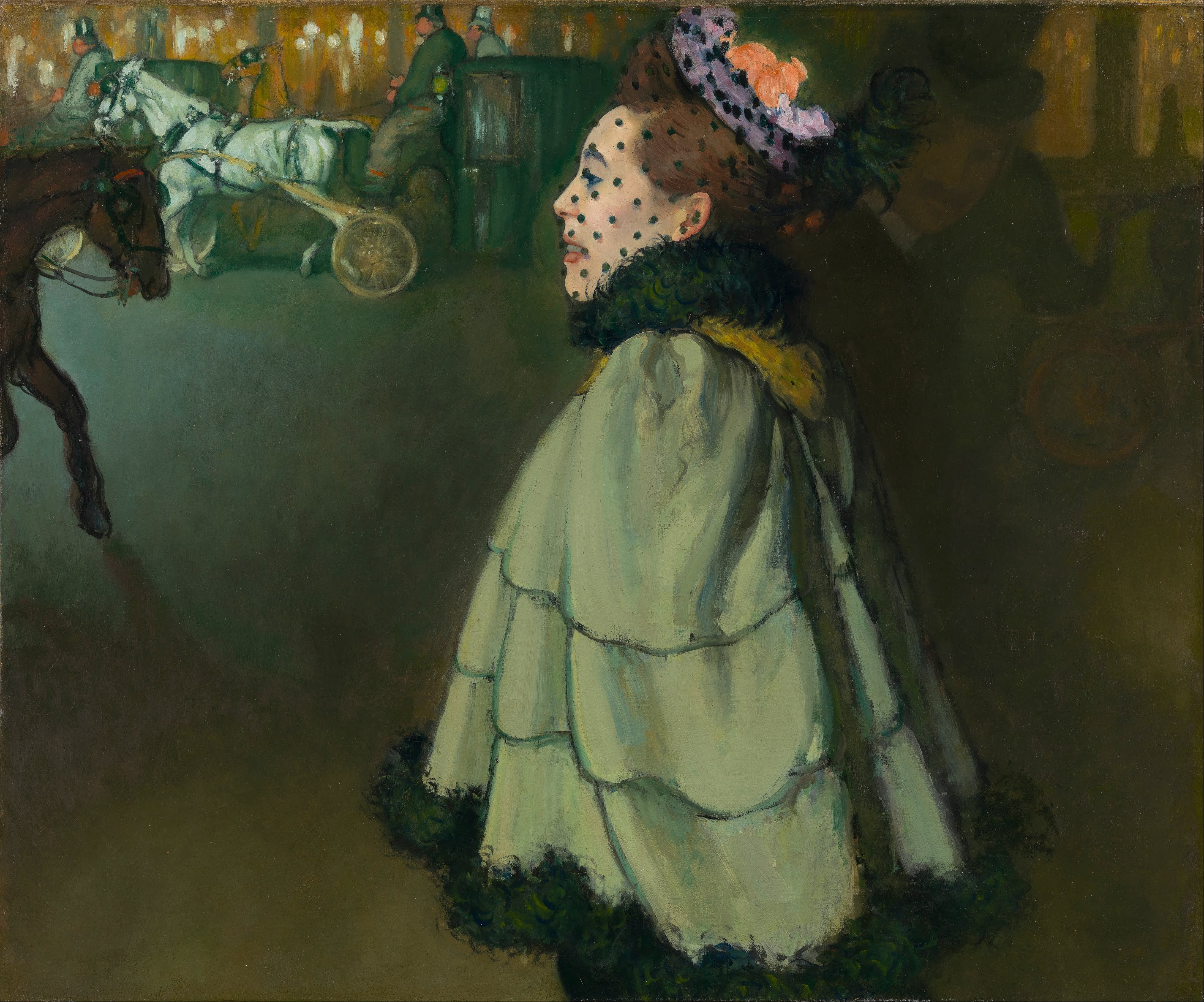
Женщина на Елисейских полях вечером, 1889

В 1891 г. в Салоне Независимых были выставлены десять лучших работ Анкетена. Все картины и особенно, «Женщина на Елисейских полях вечером» (Woman on the Champs-Elysees by Night) были очень высоко оценены критиками.
В 1894 году Анкетен и Тулуз-Лотрек уехали в Бельгию и Голландию для изучения нидерландской классической живописи (Рембрандт, Рубенс и другие). Анкетен понял, что шедевры, созданные великими живописцами, немыслимы без знания анатомии и, в течение двух лет, с 1894 г. по 1896 г., изучал анатомию и экспериментировал с техникой письма маслом.
К этому времени большинство художников уже перешли на технику рисования пастелью, поскольку техника рисования маслом вышла из моды и считалась слишком примитивной. Луи Анкетен думал иначе: отказ от техники рисования маслом, по его словам, объяснялся недостатком таланта, отсутствием знаний в области анатомии и недопониманием основных принципов самой техники масляной живописи. Таким образом, он фактически отказался признавать современную живопись и обратился к классицизму, что вызвало негодование большинства художников и негативную реакцию арт-критиков. Значительную часть своего внимания художник уделял реконструкции утерянных техник живописи старых мастеров и возвращению их в современную живопись. Так, например, Анкетен предполагал, что работы Рубенса сперва наносились на полотно в чёрно-белой гамме, а затем уже они заполнялись красками.
В 1901 г. его бывший учитель, Фернан Кормон, получил задание на создания росписей в Отель-де-Виль-де-Тур и пригласил Луи Анкетена создать на северной стене отеля четыре панели, представляющие великих французов — Бальзака, Декарта, Рабле и Альфреда де Виньи. К сожалению, в 1907 г. эти панели были заменены работами художника Франсуа Шоммера.
В 1924 г. была издана книга Луи Анкетена «Рубенс».
Кавалер ордена Почетного легиона Луи Анкетен скончался в августе 1932 г. практически в полной безвестности. В первой половине XX века работы Анкетена служили образцами для изготовления гобеленов на специализированных мануфактурах Франции.
В настоящее время работы художника экспонируются в таких знаменитых музеях, как Музей Орсе, Музей Ван Гога, Галерея Тейт Британ.